# Noceda (Lalín)
Noceda (oficialmente Santa María de Noceda) es una parroquia española del municipio de Lalín, perteneciente a la provincia de Pontevedra, en la comunidad autónoma de Galicia.

## Historia
Hacia mediados del siglo XIX, el lugar, ya por entonces perteneciente a Lalín, tenía contabilizada una población de 220 habitantes. Aparece descrito en el duodécimo volumen del Diccionario geográfico-estadístico-histórico de España y sus posesiones de Ultramar de Pascual Madoz con las siguientes palabras:

NOCEDA (Sta. Maria): felig. en la prov. de Pontevedra (9 leg.), part. jud. y ayunt. de Lalin (1 1/2), dióc. de Lugo (11). sit. á la der. del r. Deza, con buena ventilacion y clima saludable. Tiene 54 casas distribuidas en las ald. de Golmár, Iglesia, Lamas, Noceda, Sonjil, Tojiña y Vilar. La igl. parr. (Sta. Maria), de la que es aneja la de San Juan de Anzo, está servida por un cura de primer ascenso, y patronato lego. Confina el térm. N. Anzo; E. Madriñan; S. Prado, y O. Villar. El terreno participa de monte y llano, y le fertiliza en parte el riach. Lamas, que de E. á O. va á desaguar en el Deza. prod.: cereales, patatas, legumbres, hortalizas, madera y pastos: hay ganado vacuno, de cerda y lanar; caza y pesca de varias especies. pobl.: 54 vec., 220 alm. contr.: con su ayunt. (V.).
(Madoz, 1849, pp. 168-169)

En 2022, tenía empadronados 238 habitantes.